# 1. slovenska narodnoosvobodilna udarna brigada »Tone Tomšič«
1. slovenska narodnoosvobodilna udarna brigada »Tone Tomšič« (tudi Tomšičeva brigada; krajše 1. SNOUB »Tone Tomšič«) je bila slovenska partizanska brigada med drugo svetovno vojno. Poimenovana je bila po narodnem heroju Tonetu Tomšiču.
Brigada je bila ustanovljena 30. junija 1942 kot 1. SNOB in formirana 16. julija 1942 v Suhi krajini, pri sedaj opuščenem zaselku Cesta (ledinsko ime Pugled pri Starem logu), iz Tomšičevega bataljona in partizanov 3. in 5. grupe odredov. Imenovana je bila tudi Proletarska brigada, ker naj bi imela čim več borcev iz politično zavednega delavstva. 10. avgusta 1942 je bila imenovana za udarno.
Od julija 1943 je delovala v okviru XIV. divizije NOVJ, skupaj s Šercerjevo, Gradnikovo
in Prešernovo brigado.

## Zgodovina
V Roški ofenzivi je brigada vodila težke boje z italijanskimi silami, predvsem v napadu na njihovo utrjeno postojanko v vasi Ratežu, na cesti Novo Mesto–Šentjernej, ponoči 9./10. avgusta in v utrdbo belogardistov pri Novem mestu ponoči 13./14. avgusta. V drugi polovici avgusta je razdeljena na več skupin napadla italijanske sile, ki so obkolile Štab NOV in PO Slovenije, CK KP Slovenije in Izvršni odbor Osvobodilne fronte na Kočevskem rogu. Med 18. in ponoči 18./19. septembra, skupaj s Četrta slovenska udarna brigada »Matija Gubec« in Peta slovenska udarna brigada »Ivan Cankar«, izvedli uspešno akcijo razorožitve belograjskih stražarjev v Suhi krajini. Konec septembra je brigada delovala na Kočevskem, 2. oktobra je njen tretji bataljon premagal italijanske enote pri Jelenovem Žlebu, nato pa se je preselil na Molnik, Podlipoglav in 21. in 22. oktobra napadli belogardistične trdnjave v Bizoviku, Dobrunjah in Polju, v neposredni bližini Ljubljane.
Decembra 1942 vodil boje okoli Ajdovca v Suhi krajini, v začetku januarja 1943 porušil železniško progo Trebnje-Sevnica, in 5.-6. januarja in sodeloval pri uničenju utrdb Bele garde v Temeniški dolini. Do konca januarja se je bojevala z Italijani in Belogardisti pri Svetem Roku, Gornjem Brezovem in Biču, nato pa je skupaj s Četrto slovensko udarno brigado »Matija Gubec« še Peta slovenska udarna brigada »Ivan Cankar« , Trinajsto proletarsko brigado »Rade Končar« in Četrto kordunaško brigado, sodelovala pri porazu močnejših italijanskih sil v Žumberku iz 30. januarja in do 2. februarja in pri rušenju železnice Zagreb-Karlovac-Metlika v prvi polovici februarja 1943.
Pri vasi Mokro polje, med Novim Mestom in Pleterjami, je bojevala hude boje z Italijani in Belo mesto od 18. do 20. februarja; okrog Metlike 4.–5. mareca; v Suhi krajini, od 15. do 20. mareca; pri vaseh Pijava Gorica, Žurjak in Rob, iz 2. do 6. aprila. Aprila je delovala tudi na območju pogorja Mokrec in Krima ter porušila železniško progo Ljubljana–Grosuplje. V začetku junija se je preko Temeniške doline pomaknila na nemško okupacijsko cono, kjer se je z njihovimi graničarji bojevala na odseku Javorje–Osredek, 4. in 5. junija, po vrnitvi v Suho krajino pa z Italijani na območju vasi Dobrnič, Korita in Dobrava.
Konec junija je bila brigada premeščena v Belo Krajino, 13. julija in leta 1943 postala del takrat oblikovane Štirinajste slovenske divizije. Konec julija in v začetku avgusta je vodila okoli Žužemberka, pri vaseh Ajdovec in Selo pri Šumberku, na območju vasi Babna Gora in Krušno Vrh, pri Trebnjem. Nato je delala v Notranjskem; 9. avgusta in proti Italijanom pri Cerknici in 18. avgusta pri Borovnici; 19. avgusta in prizadejal belogardistom znatne izgube v vasi Pijava Gorica, 24. avgusta in pri vasi Goričice na progi Ljubljana-Postojna uničil nemški transportni vlak - dve lokomotivi in 22 vagonov z oklepnimi vozili in tehnično opremo.
Po kapitulaciji fašistične Italije je brigada sodelovala 10. septembra pri razorožitvi italijanskega fašističnega odreda »XXI Aprile« med Kočevjem in Ribnico. S prihodom novih borcev je narasla na preko 1500 borcev in dala veliko kadrov za oblikovanje novih brigad. Do srede septembra je očistila Ribniško-Velikoljsko dolino belograjskih ostankov, v drugi polovici meseca pa je porušila železniško progo med Rakekom in Postojno ter se bojevala z enotami nemške posadke na Rakeku.
V nemški oktobrski ofenzivi je bil zelo težke boje z Nemci pri Rakeku, v Brkinih, na položajih gore Goljak-selo Gomanjce, pri vasi Leskova Dolina, na območju Goteniškega snežišča in na Kočevskem. V drugi polovici novembra je v sklopu 14. slovenske divizije napadla utrdbe in posadke Slovenskega domobranstva na Notranjskem in se posebej odlikovala pri njihovem uničenju v Grahovem 22./23. novembra in Velikih Laščah 3./4. decembra.
Po bojih z nemškimi motoriziranimi kolonami je pri vaseh Dvor in Žužemberk 21. in 23./24. decembra je bila brigada reorganizirana in je s približno 400 borci sodelovala v pohodu 14. divizije na Štajersko januarja in februarja 1944 leta. V zelo težkih bojih s premočjo v februarju je utrpela precejšnje izgube. Na Štajerskem se je izkazalo: pri uničenju nemške trdnjave Moravče, 19./20. marec; v bojih pri Radomljah, Gornjem Gradu in Novi Štifti, aprila ter pri vaseh Zavodnja in Šentvida, 14. maja.
Zaradi dotoka novih borcev je brigada v začetku julija 1944 narasla na preko 1200 borcev. V bojih za osvoboditev Gornje Savinjske doline od 30. julija in od 2. avgusta in zavzeli nemško utrdbo Šmartno od Paki ter porušili most čez reko Savinjo pri Letušu. Nato je avgusta delovala na Konjiški gori in na območju Pohorja, septembra pri obrambi in širitvi svobodnega ozemlja v Savinjski dolini, oktobra pa ponovno na Pohorju. V drugi polovici oktobra se je bojevala z Nemci ob cesti Kamnik–Nova Štifta–Mozirje, nato ob cesti Domžale–Blagovica–Vransko. Od srede novembra do konca leta 1944 je izmenično delovala na Pohorju, Mozirju in v Savinjski dolini.
In leta 1945 se je zadrževala predvsem na zahodnem Štajerskem (Pohorje, Savinjska dolina, Zasavje, Savinjske Alpe), napadala nemške utrdbe in transporte. V zaključnih operacijah je JLA sodelovala pri osvoboditvi slovenskega dela Koroške ter uničevanju in zajetju nemških in kraljevih sil na avstrijskem Koroškem, v začetku maja 1945.

## Odlikovanja in priznanja
- Red Narodnega heroja
- Red ljudske osvoboditve
- Red partizanske zvezde
- Red bratstva in enotnosti

## Spominska obeležja

### Spomeniki, spominske plošče
- Spominska plošča, na skali, na mestu ustanovitve 3. bataljona (Džemsov) 7.8.1942 pri "Fabriki" na gozdni cesti od Vahte proti Gospodični.
- Spominska plošča Tomšičevi brigadi, Pugled pri Starem Logu. Plošča je vzidana v naravno skalo ob cesti skozi opuščeno vas Cesta, južno od Starega Loga.
- Spomenik bojem XIV. divizije z znakom Tomšičeve brigade, Senovo (pred Zdravstvenim domom), posvečen bojem Tomšičeve brigade 9. in 10. februarja 1944 v okviru pohoda XIV. divizije na Štajersko.
- Spomenik Tomšičevi, Šercerjevi in Bračičevi brigadi v sestavu XIV. divizije od pohodu preko Hrvaške na Štajersko, ki stoji v Dolnjem Suhorju pri Metliki na Dolenjskem.

### Poimenovanje ulic
- Ulica Tomšičeve brigade, 1000 Ljubljana
- Ulica Tomšičeve brigade, 2319 Poljčane

## Zanimivosti
- V vrstah Tomšičeve brigade se je boril kočevski Nemec Franc Miede, ki je najprej delal za OF. Bil je partizan od leta 1942 in se je z brigado udeležil pohoda 14. divizije na Štajersko. Zaslovel je kot eden najboljših in napogumnejših mitraljezcev. Umrl je zaradi strela v roko že po uradnem koncu vojne, v zaključnih osvobodilnih operacijah[1].

## Knjige
- Tomšičeva brigada. [1], Uvodni del, (1981) , 2. izpopolnjena izdaja. Odbor 1. SPUB Toneta Tomšiča, Ljubljana (COBISS)
- Tomšičeva brigada. [2], 1942-1943, (1986), Založba Borec in Partizanska knjiga, Ljubljana (COBISS)
- Tomšičeva brigada. [3], 1943, (1989), Naša Obramba in Republiška konferenca Zveze rezervnih vojaških starešin Slovenije, Ljubljana (COBISS)
- Tomšičeva brigada. [4], 1944, (1995), Založba Obzorja Maribor (COBISS)